# Authomaema
Authomaema es un género de polillas pertenecientes a la subfamilia Tortricinae de la familia Tortricidae. Las especies se encuentran en Australia.

## Especies
- Authomaema diemeniana (Zeller, 1877)
- Authomaema pentacosma (Baja, 1900)
- Authomaema rusticata Meyrick, 1922